# 小柳有紀
小柳 有紀（こやなぎ ゆうき、生年不明12月25日 - ）は福岡県出身・在住のラジオパーソナリティー、企業経営者。

## 人物
ラジオ・テレビのパーソナリティーとして、RKB毎日放送『宣伝上手』や福岡県内のケーブルテレビ局のレポーターなどを歴任。福岡県西方沖地震（2005年3月）を経験し、ラジオとの向き合い方・意識が方向転換されるようになる。
2011年、KBCラジオ番組「武内裕之That's On Time」のアシスタントとしてニュースの原稿を読んだのがきっかけで、九州朝日放送の契約社員としてニュースアナウンサーを務め、KBCラジオ・テレビの番組アシスタントも務めたことがあった。
また「劇団ひまわり」の俳優研究生として表演技法を学んで、福岡の劇団「役者集団・グレコローマンスタイル」に入団し、福岡・佐賀県を中心として演劇活動も行う。
2018年、個人芸能事務所「リトルモンスター エンターテイメント」を設立し、主に親子・家族に向けたイベントの企画・プロデュースを手掛けるようになる。

## 出演番組
- 小柳有紀の朝はのんびり（KBCラジオ）
- KBC Sunday Music Hour（2021年7－8月の東京2020オリンピック期間中、並びに2021年10月から午前の部）（同）
- 九州ロマン街道（ラブエフエム国際放送）